# 주한 아프가니스탄 대사관
주한 아프가니스탄 대사관(영어: Embassy of Afghanistan, Seoul)은 대한민국 서울특별시 용산구 한남동 27-2 형우베스트빌에 위치하고 있는 아프가니스탄 대사관이다. 현직 주한 아프가니스탄 대사는 압둘 하킴 아타루드이다.

## 역사
아프가니스탄은 1973년 12월에 대한민국과의 외교 관계를 수립했으나 1978년에 아프가니스탄에 공산주의 정권(아프가니스탄 민주공화국)이 수립되면서 단절되었다. 그러다가 2002년 1월에 아프가니스탄 내전을 계기로 탈레반 정권이 붕괴되면서 대한민국과의 외교 관계가 정상화되었다. 2002년 9월에는 대한민국 정부가 아프가니스탄 카불에 주아프가니스탄 대한민국 대사관을 설립했고 2003년 12월에는 아프가니스탄 정부가 대한민국 서울에 주한 아프가니스탄 대사관을 설립했다.

## 주요 업무
주요 업무는 대한민국 정부와의 외교·교섭, 투자 유치 활동, 대한민국 거주 아프가니스탄 국민의 보호 육성, 외교 정책 홍보, 문화, 학술, 체육 협력, 여권, 입국 사증 발급 및 영사 확인 업무 등이다. 대한민국 국민이 아프가니스탄에 입국하려면 사증을 발급받아야 한다. 하지만 대한민국 정부에서는 아프가니스탄을 《여권법》에 따른 여행 금지 국가로 지정하고 있는데 대한민국 국민이 대한민국 외교부 장관의 예외적 여권 사용 허가 없이 아프가니스탄을 방문하면 1년 이하의 징역 또는 1천만원 이하의 벌금에 처해진다.

## 같이 보기
- 대한민국-아프가니스탄 관계
- 주아프가니스탄 대한민국 대사관
- 아프가니스탄의 재외공관 목록
- 대한민국 주재 외국공관 목록

### 내용주
1. ↑  아프가니스탄 이슬람 공화국은 2021년 탈레반 공세가 진행되고 있던 2021년 8월에 탈레반이 아프가니스탄의 수도인 카불을 함락하면서 소멸되었다. 그러나 유엔을 비롯한 국제 사회에서는 2021년부터 현재까지 아프가니스탄을 사실상 지배하고 있는 아프가니스탄 이슬람 토후국이 아닌 아프가니스탄 이슬람 공화국을 아프가니스탄의 합법 정부로 인정하고 있는데 대한민국 정부에서도 아프가니스탄 이슬람 공화국을 아프가니스탄의 합법 정부로 인정하고 있다. 따라서 주한 아프가니스탄 대사관도 아프가니스탄 이슬람 공화국 정부에서 운영하는 것으로 분류된다.

### 참고주
1. ↑  “아타루드 신임 주한 아프가니스탄 대사와 기념촬영 하는 문 대통령”. 《연합뉴스》. 2018년 10월 8일. 2022년 8월 19일에 확인함.
2. ↑  “[시크릿 대사관]힘깨나 쓴다는 나라는 다 찔러봤다, 한국과 너무 닮은 아프간”. 《중앙일보》. 2020년 11월 21일. 2022년 8월 19일에 확인함.